# Liski (Dołhobyczów)
Pour les articles homonymes, voir Liski (homonymie).
Liski (prononciation : [ˈliski]) est un village polonais de la gmina de Dołhobyczów dans le powiat de Hrubieszów de la voïvodie de Lublin dans l'est de la Pologne, à la frontière avec l'Ukraine.
Il se situe à environ 11 kilomètres au sud-ouest de Dołhobyczów (siège de la gmina), 35 kilomètres au sud de Hrubieszów (siège du powiat) et 128 kilomètres au sud-est de Lublin (capitale de la voïvodie).
Le village comptait approximativement une population de 160 habitants en 2006.

## Histoire
De 1975 à 1998, le village est attaché administrativement à la voïvodie de Zamość.

Depuis 1999, il fait partie de la voïvodie de Lublin.